# Achtung Baby
Albums de U2
Rattle and Hum
(1988) Zooropa
(1993)
Singles
1. The Fly
Sortie : 21 octobre 1991
2. Mysterious Ways
Sortie : 24 novembre 1991
3. One
Sortie : mars 1992
4. Even Better Than the Real Thing
Sortie : 8 juin 1992
5. Who's Gonna Ride Your Wild Horses
Sortie : août 1992

Achtung Baby est le septième album studio du groupe de rock irlandais U2, sorti le 18 novembre 1991 sous le label Island Records. Il est produit principalement par le Canadien Daniel Lanois et l'Anglais Brian Eno et mixé par Flood, Daniel Lanois, Steve Lillywhite, Robbie Adams, Brian Eno et The Edge. Il compte 12 chansons et sa durée d'écoute dépasse les 55 minutes. U2 a choisi pour cet album un titre facétieux et en couverture un patchwork de 16 photos colorées et en noir et blanc.
L'enregistrement du disque s'étend d'octobre 1990 à septembre 1991. Après un court passage aux STS studios à Dublin, U2 se rend aux studios Hansa à Berlin à la recherche d'un nouveau son. Mais, des tensions apparaissent au sein du groupe au sujet de la direction musicale à suivre. La naissance de la chanson One met fin à cette période délicate et relance U2. Les Irlandais poursuivent la conception du disque à la maison Elsinore dans la commune de Dalkey et aux Studios Windmill Lane à Dublin. L'enregistrement d'Achtung Baby prend fin à Los Angeles avec le mastering.
Désirant rompre avec leur période américaine de la fin des années 1980, U2 innove, en intégrant dans ses chansons des sons dérivés de la musique industrielle, la dance électronique ou le rock alternatif. Thématiquement, Achtung Baby est plus sombre, plus introspectif et aussi plus désinvolte que son prédécesseur Rattle and Hum. L'album aborde des sujets divers comme l'amour, la sexualité, la spiritualité, la foi et la trahison. Il marque la renaissance artistique du groupe après le demi-échec de Rattle and Hum. Comme le dit Bono : « sans Achtung Baby, nous ne serions plus là aujourd'hui ».
Considéré comme le chef-d'œuvre de U2 par beaucoup de ses fans, le disque est no 1 des ventes à sa sortie aux États-Unis, en France, au Canada et dans d'autres pays au monde et no 2 au Royaume-Uni, devancé par l'album Dangerous de Michael Jackson. Achtung Baby reçoit d'excellentes critiques de la presse spécialisée, ravie de voir U2 se réinventer totalement. Les cinq singles de l'album sont tous des succès dans les charts du monde entier : The Fly, Mysterious Ways, Even Better Than the Real Thing, Who's Gonna Ride Your Wild Horses et surtout One, qui devient avec le temps, l'une des chansons les plus célèbres de U2.
La tournée multimédia Zoo TV qui s'ensuit (de février 1992 à décembre 1993), sera le meilleur ambassadeur de cet album qui sera primé lors de la 35e cérémonie des Grammy Awards à Los Angeles le 24 février 1993.
Achtung Baby reste encore aujourd'hui un des succès musicaux majeurs des années 1990. Il figure aussi dans plusieurs listes des meilleurs albums de l'histoire. En 2003, le magazine Rolling Stone classe l'opus à la 62e place dans ses 500 meilleurs albums de tous les temps et, en 2011, 4e meilleur disque des années 1990.
En 2013, Achtung Baby s'était vendu depuis sa sortie à plus de 18 millions de copies à travers le monde. C'est le second succès commercial du groupe après The Joshua Tree. À l'instar de  Boy  et de The Joshua Tree, tous les morceaux de l'album ont été interprétés en concert. Entre septembre 2023 et mars 2024, l'album est joué en intégralité chaque soir lors de la mini tournée U2:UV Achtung Baby Live at Sphere à Las Vegas.

## Historique

### Contexte
À la fin des années 1980, U2 est, avec INXS, Depeche Mode et The Cure, un des groupes de rock les plus populaires au monde. Mais, après la publication du controversé album Rattle and Hum, la formation irlandaise se trouve face à un dilemme : quelle tournure donner désormais à sa carrière ? Fin 1989, au moment de quitter la scène du Lovetown Tour à Dublin, Bono laisse échapper plusieurs phrases qui en effraiera plus d'un au sujet de l'avenir du groupe : « Nous faisons une tournée d'au revoir. Nous avons passé dix années formidables. Cette tournée est une fête pour nous, pour le public, et pour ceux qui nous ont soutenus. Nous ferons autre chose la prochaine fois et il nous faut nous éloigner… Nous avons eu beaucoup de plaisir à découvrir la musique que nous ne connaissions pas. C'est la fin d'une époque pour U2. Ce n'est rien, c'est juste que nous avons besoin de nous arrêter pour recommencer à rêver ».
Le groupe a besoin de souffler, d'autant plus que cette année 1989 a été marquée par « l'affaire Adam Clayton ». Le dimanche 6 août 1989, le bassiste du groupe se fait arrêter par la police irlandaise pour possession de marijuana. L'espace d'un instant, l'avenir de Bono et sa bande est compromis car Adam Clayton risque de se voir retirer son visa d'entrée aux États-Unis, en Australie et au Japon, les trois grandes puissances consommatrices des concerts de U2. Il réussit finalement à se tirer d'affaire en versant une amende de 25 000 livres irlandaises soit environ 35 000 euros.
En proie aux flottements, les membres de U2 s'investissent dans divers projets ou loisirs. Larry Mullen Junior écrit au début de l'année 1990 une chanson pour servir d'hymne à l'équipe d'Irlande de football pour la Coupe du monde en Italie. Adam Clayton se construit un manoir sur les collines de Rathfarnham. The Edge réveille ses sources d'inspiration en écoutant de nouveaux groupes comme Pixies, Sonic Youth, mais surtout le son indépendant anglais duquel émergent les Stone Roses et les Happy Mondays. Bono et The Edge composent ensemble la musique d'une adaptation théâtrale d'Orange mécanique par la Royal Shakespeare Company à Londres intitulée Alex Descends into Hell for a Bottle of Milk/Korova 1 dont l'ambiance électronique donne déjà un aperçu du son du futur album. Le groupe au complet cette fois, enregistre le titre Night and Day, une reprise de Cole Porter pour le disque hommage Red Hot + Blue (projet pour venir en aide aux malades du SIDA) qui sort le 25 septembre 1990.
En ce début des années 1990, The Edge se sépare de sa femme Aislinn avec qui il est marié depuis 1983 et a eu trois filles, Holly, Aron et Blue. Son travail sur Achtung baby sera marqué par cette période difficile de son existence : « L'enregistrement du disque a donc été une distraction bénéfique, et le disque a reflété en partie ce qui se passait dans ma vie, déjà parce que ça m'a stimulé au plan artistique, mais aussi parce que Bono a également été influencé. »

### Production

#### Berlin sessions
C'est à l'été 1990 que U2 commence à plancher sur un nouvel album. Les premières séances de travail débutent aux STS Studios à Dublin. Parmi les quelques morceaux enregistrés, issus des textes écrits par Bono pendant la tournée en Australie fin 1989, seul Who's Gonna Ride Your Wild Horses semble prometteur. Les futurs Until the End of the World, Even Better Than the Real Thing ou Mysterious Ways sont pour leur part à l'état d'esquisse. Bono ajoute : « On était à Dublin avec The Edge, dans un petit studio aménagé par la maison, on bossait tous les deux, on essayait de trouver des idées de mélodies, mais ça ne menait nulle part. » Puis sur une idée de Brian Eno, le groupe s'exile au studio Hansa de Berlin, afin de venir à bout des chansons inabouties de Dublin. 

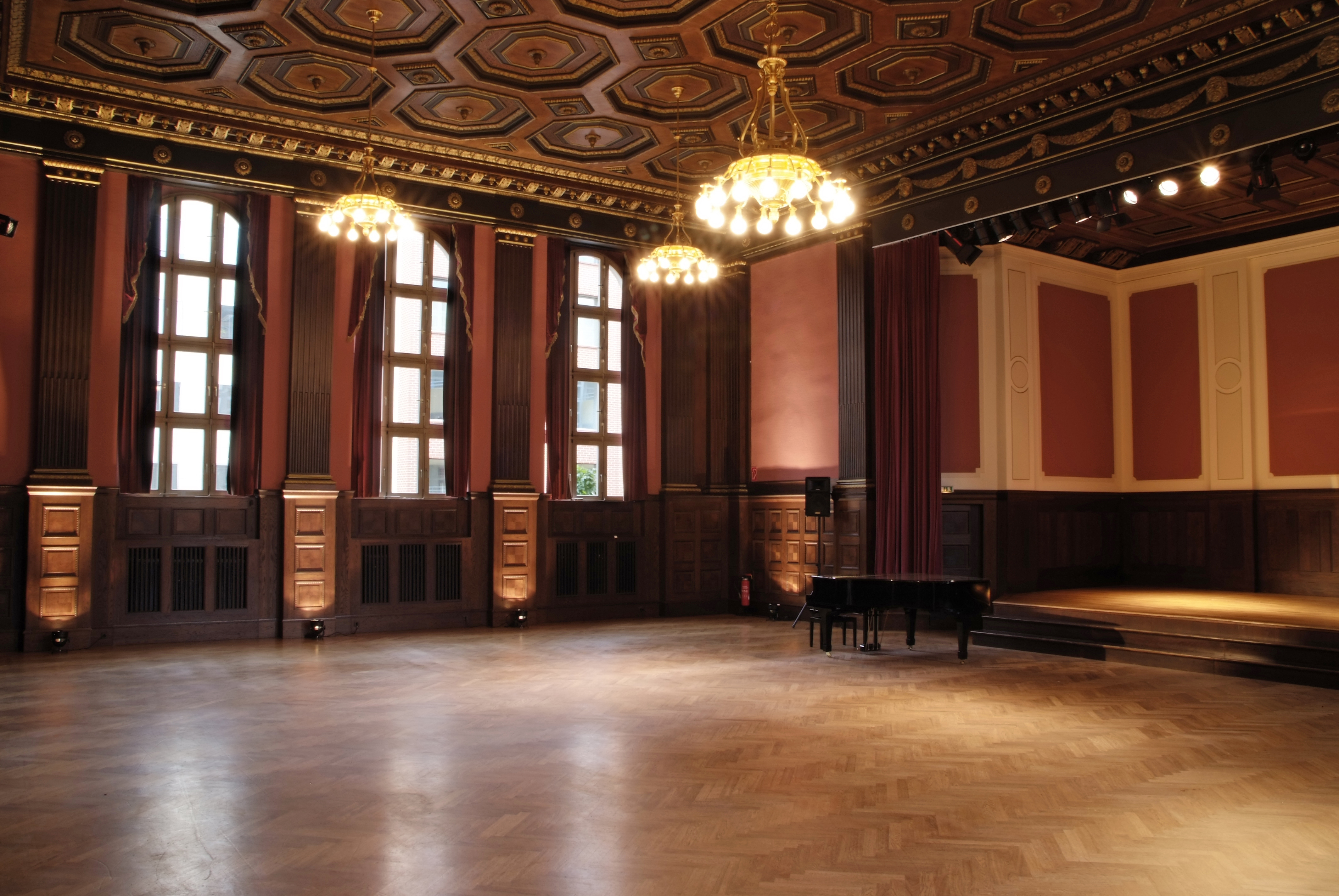
Vue intérieure des studios Hansa.

U2 arrive dans la capitale allemande le soir de la réunification officielle du pays, le 3 octobre 1990. « Berlin est une ville passionnante » raconte Adam Clayton. « Parce qu'avec toute cette histoire de réunification, il y a beaucoup de choses qui changent. Je ne dirais pas qu'on a été à Berlin pour des raisons politiques, mais on voulait y être avant que tout change ». Ancienne salle de concert, les studios Hansa sont surtout réputés depuis que David Bowie, aidé de Brian Eno, y a enregistré "Heroes", deuxième partie de sa Trilogie berlinoise sortie entre 1977 et 1979, qui servira d'inspiration primordiale à l'après punk et à la cold wave.

Les producteurs Daniel Lanois et Brian Eno, déjà présents à la réalisation de The Unforgettable Fire et de The Joshua Tree, sont reconduits pour ce nouvel album auquel s'adjoint Flood pour le mixage. Toutefois, Eno a d'autres obligations pendant les sessions studio, ce qui fera de Lanois le principal producteur du disque. Brian Eno expliquera plus tard qu'il avait un rôle « très confortable », celui de venir une semaine ici, une semaine là, pour donner son avis afin de relancer la machine sur tel morceau ou écarter tel autre. Moins à l'aise, Daniel Lanois raconte ses premières impressions à Hansa : « C’était très austère, il faisait froid, la bouffe était dégueu. Il n’y avait pas de fenêtres dans le studio, c’était une chambre d’orchestre avec une salle de contrôle installée au bout du couloir. Nous communiquions par caméra interposée. » 

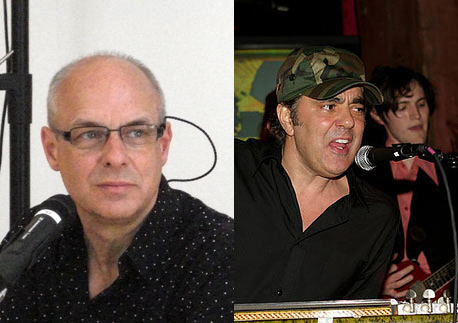
Brian Eno et Daniel Lanois

L'enregistrement de l'album sera plus long que prévu et douloureux. Selon Neil McCormick, ami du groupe et chroniqueur au Daily Telegraph, « le processus fut réellement tortueux ». Bono et The Edge veulent changer complètement de direction artistique en s'orientant notamment vers des sons plus modernes. Brian Eno confirme : « L'état d'esprit de U2 en commençant ce disque était comparable à celui qu'ils affichaient pour l'enregistrement de The Unforgettable Fire : prêts pour quelque chose de plus grand, se rebellant contre leurs propres stéréotypes […] Les mots-clés pendant l'enregistrement de Achtung Baby étaient trashy, jetable, sombre, sexy et industriel et sérieux, poli, doux, vertueux, rock et linéaire (mauvais). C'était bien si une chanson vous faisait voyager ou vous faisait croire que votre chaîne hi-fi était pétée, mauvais si ça vous rappelait un studio d'enregistrement ou U2. »
The Edge expérimente en utilisant l'écho et la réverbération, bénéficiant de l'expérience d'Eno. Mais ni préparé, ni bien rodé, le groupe fait un apprentissage difficile des nouvelles technologies comme la batterie électronique, le sampler ou les synthés qui, aux côtés des instruments traditionnels de U2, ont désormais une place plus importante dans la conception des morceaux. Ainsi, après plusieurs jours passés aux Studios Hansa, pas une seule chanson digne de ce nom ne voit le jour. Comme le concède The Edge : « ce que nous faisions ne marchait pas ».
Des tensions commencent à naître entre les membres du groupe ainsi qu'avec leur équipe de production. En désaccord pendant deux jours sur la façon dont la chanson provisoire Sick Puppy devait prendre forme, Bono et Daniel Lanois sont même sur le point d'en venir aux mains. Pour leur part, Adam Clayton et surtout Larry Mullen Junior sont très perplexes sur les nouveaux choix musicaux de leurs camarades. Le batteur de U2 est réticent par exemple à utiliser des boîtes à rythmes. Alors qu'il avait cherché à améliorer son jeu de batterie après Rattle and Hum et à en faire profiter le groupe, il reçoit en studio cette réflexion de The Edge : « que peux-tu faire de moins ? ». La séparation est un moment envisagée. Larry Mullen Junior reconnaîtra plus tard : « J'ai pensé que c'était la fin de U2. On avait déjà traversé de mauvaises passes et on s'en était toujours sortis, mais jusque-là nous nous étions toujours battus contre les forces extérieures au groupe. Pour la première fois, on avait l'impression que les problèmes venaient de l'intérieur. Et c'était beaucoup plus dur à gérer ».
The Edge décide alors de s'isoler dans une autre pièce au moment où le groupe travaille sur Mysterious Ways. Jouant dans le vide, le guitariste du groupe tient bientôt deux nouvelles mélodies, mais n'arrivent pas à les finaliser. Il les fait écouter à Bono et à Daniel Lanois qui lui suggère ceci : « Puisque tu n’y arrives pas avec deux, essaie avec une, mets les ensemble ! » Le déclic se produit et One est composée en quelques minutes. Cette ballade semi-improvisée permet à U2 de sortir de l'impasse et de retrouver l'inspiration. Selon The Edge, « cela a été un moment rassurant quand tout le monde a dit : « ça y est, l'album a enfin commencé » ».
À la suite de l'enregistrement de One, le combo irlandais retourne à Dublin pour les fêtes et ne revient dans la capitale allemande que pour une brève période en janvier 1991.

#### Tenerife,Dublin sessionset finition de l'album
Cherchant un contrepoids à la froideur et à l'ambiance tendue des séances de Berlin, U2 s'envole pour l'île de Tenerife en février 1991. Ils y passent deux semaines agréables à enregistrer des vidéos, à se faire prendre en photos (dont certaines se retrouveront à l'intérieur de la future pochette d'album), à revêtir plusieurs masques ou vêtements féminins afin de se mêler aux foules qui participaient au Carnaval de Santa Cruz de Tenerife.
Puis, le groupe retourne en Irlande fin février 1991 pour finir le disque, avec seulement deux chansons terminées à Berlin, mais beaucoup d'espoir. Ils travailleront le reste de l'album en trois endroits. Tout d'abord à Dalkey, dans la banlieue de Dublin, dans une maison louée au bord de la mer appelée Elsinore, de février à août 1991. Dans ce manoir naissent entre autres The Fly, Ultraviolet (Light My Way) et Zoo Station inspirées de Lady With The Spinning Head, une chanson que U2 eu du mal à finaliser. Elle se retrouvera en face-B des singles One et Even Better Than the Real Thing.
En avril 1991, des bandes d'enregistrement du travail sur Achtung Baby laissées par le groupe dans une chambre d'hôtel à Berlin sont dérobées. The Edge a comparé la situation à celle « d'être violé ». De ces copies volées, trois vinyles sont tirés avant la sortie officielle de l'album ; ils sont considérés comme les plus célèbres productions illégales subies par le groupe. Ils sont vendus sous le manteau en mai 1991 dans une pochette noire, avec une simple inscription : The New U2 - Rehearsals And Full Versions. Plus tard, en février 1992, un coffret de trois CD est également diffusé sous le nom de Salomé, The Achtung Baby Outtakes, dans l'illégalité la plus totale. Ces sessions volées d’Achtung Baby, reflètent néanmoins le processus d'enregistrement de U2 à cette époque. Si certains projets ont été abandonnés, nombre d'idées présentes dans ces bandes se retrouvent dans le disque final.
Par ailleurs à Dalkey, le travail en studio est fortement influencé par l'intervention de Brian Eno qui, écoutant les bandes du travail réalisé, les qualifie de « désastre absolu » en raison d’une post-synchronisation excessive. Il pense que le groupe n’a plus le recul nécessaire pour pouvoir juger de la qualité de leur travail et les incite à faire une pause salutaire. U2 déclara plus tard que cette intervention a sauvé l’album.

En août 1991, une formation de musique expérimentale appelée Negativland, publie un single intitulé U2 sous une pochette qui représente l'avion militaire de reconnaissance du même nom. Ce disque contient deux parodies du célèbre tube de 1987 des Irlandais I Still Haven't Found What I'm Looking For. Le single ne serait vraisemblablement jamais sorti de l'underground si Island Records, le label de U2, craignant de voir ce 45 tours éclipser la sortie d'Achtung Baby, n'avait porté plainte contre Negativland et sa maison de disques SST Records pour violation des droits d'auteurs et emballage trompeur. Après une longue bataille juridique qui épuise ses ressources financières, Negativland finit par céder en fin d'année. Décrété illégal, leur titre U2 est retiré de la distribution. 

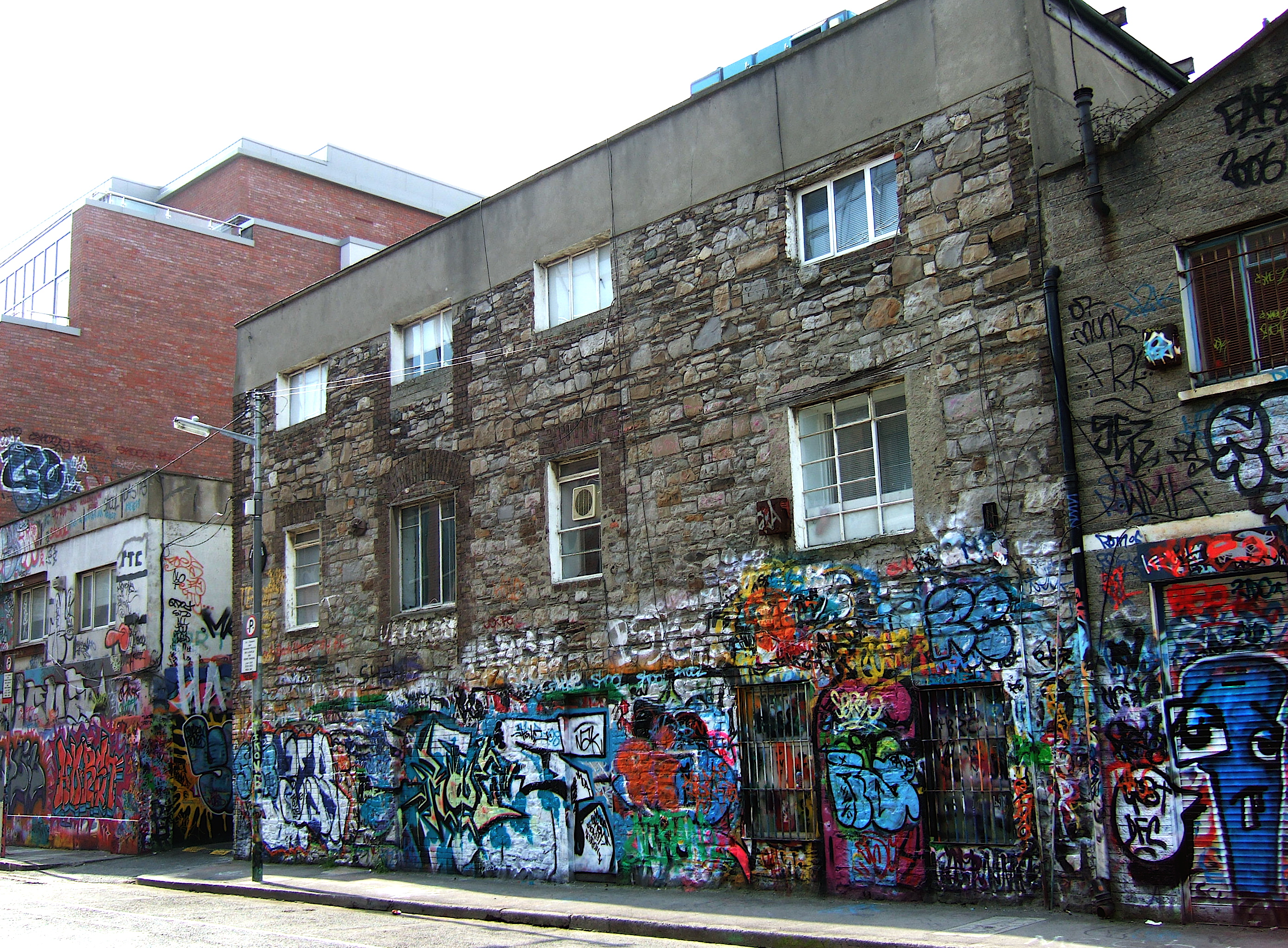
Windmill Lane Studio

L'enregistrement puis le mixage d'Achtung Baby se poursuivent dans le studio de U2 à Windmill Lane de août à septembre 1991. Le groupe, en compagnie de Brian Eno, Flood, Daniel Lanois et Steve Lillywhite (rappelé au dernier moment), met la dernière touche à son prochain album. The Edge estime que la moitié des travaux de sessions a été fait au cours des trois dernières semaines à Windmill Lane pour finaliser les chansons. Des changements de dernière minute ont même été nécessaires pour réaliser définitivement The Fly, One et Mysterious Ways. Bono dira dans l'autobiographie du groupe U2 by U2 en 2006 : « Les derniers jours avaient été épuisants, Chris Blackwell (patron des disques Island) était rentré chez lui deux jours plus tôt car il pensait que c'était impossible de finir à temps, mais on lui affirmait que si. » The Edge partira néanmoins quatre à cinq jours, vers la fin septembre 1991 à Los Angeles, dans un studio de mastering pour donner un sens définitif à l'album.
Pour tester la réaction du public, c'est The Fly qui est choisie comme premier single le 12 octobre 1991, à cause de son caractère novateur. Il heurte de nombreux fans classiques du groupe, ce qui est l'effet recherché. Enfin, Achtung Baby, le septième opus de U2, sort dans le monde entier le 18 novembre 1991. Pour Benoit Laudier et Philippe Auclair dans le Nouveau Dictionnaire du rock, c'est « l'album de la renaissance et d'une redéfinition admirablement courageuse de ce qui fait U2 ».

## Caractéristiques artistiques

### Analyse du contenu
Avec Achtung Baby, U2 se réinvente. Le groupe s'est transformé, profondément ancré dans les temps qui courent, sonnant moderne et reprenant à son compte le terme « indie » qui lui était alors refusé. L'album est fortement influencé par le rock alternatif, le métal, la musique industrielle et la dance électronique. Comme le dit The Edge, « Achtung Baby est le bruit de quatre types en train de scier le Joshua Tree ».
Produit par Brian Eno et Daniel Lanois, mixé par Flood et enregistré par ce dernier, Robbie Adams et Paul Barrett, l'album se compose de 12 morceaux d'une durée de 55 minutes et 22 secondes. Trois chansons sont mixées principalement par Steve Lillywhite : Even Better Than The Real Thing, Who's Gonna Ride Your Wild Horses et Tryin' To Throw Your Arms Around The World. Si l'on excepte Rattle and Hum en 1988, projet mi-live mi-studio de 17 chansons et de soixante-douze minutes au total, Achtung Baby est à sa sortie le disque de U2 contenant le plus de titres mais également le plus long depuis le début de leur carrière (il ne sera dépassé en temps que par Pop en 1997).
Paradoxe de ce disque souvent présenté comme « l'album berlinois de U2 », seuls One et Mysterious Ways ont été enregistrés réellement dans la capitale allemande. Les dix autres morceaux proviennent des séances de travail à Dublin. Néanmoins, les trois mois passés en Allemagne sont loin d'avoir été inutiles. Cette ambiance européenne et métallique que l'on ressent à l'écoute du disque découle principalement de leur séjour à Berlin.
Cette curieuse expression « Achtung Baby » (« Attention Bébé »), provient du film de Mel Brooks, Les Producteurs où elle est employée à propos d'une comédie musicale, Springtime for Hitler. C'est l'ingénieur du son Joe O'Herlihy, qui l'a fait connaitre à U2 en l'utilisant plusieurs fois en studio. Le groupe trouve la formule cocasse, et la récupère dans le but de briser un peu leur côté « trop sérieux » que lui colle les critiques jusqu'à présent. Désormais, U2 se veut plus décomplexé et s'oriente dès cet album vers davantage d'ironie et d'autodérision.
L'un des thèmes clef du disque est la trahison. Les chansons sont aussi influencées par l'échec du mariage de The Edge et de son amie d'enfance Aislinn O'Sullivan un an plus tôt, avec laquelle il a eu trois enfants. Les textes de Bono abordent des sujets plus personnels, intimistes voire sensuels que par le passé. « Sur Rattle and Hum, nous chantions le désir. Sur Achtung Baby, nous sommes devenus le désir » résume ce dernier. Les messages politiques chers au leader de U2 ne sont pas absents dans Achtung Baby, mais sont moins polémiques que dans les précédents albums.

Premier titre de l'album, Zoo Station tire son nom de la station de métro de Berlin Zoologischer Garten qui apparait dans le long métrage Moi, Christiane F., 13 ans, droguée, prostituée… sorti en 1982, dont la musique est composée par Jürgen Knieper et David Bowie. Pour les paroles de la chanson, Bono s'est inspiré d’une histoire qui s’est déroulée à Berlin à la fin de la Seconde Guerre mondiale. À la suite d'un bombardement, des animaux sauvages se sont échappés du zoo errant dans les rues de la capitale. Par ailleurs, deux passages du premier couplet de la chanson résument bien le nouvel état d'esprit de U2 en ce début de décennie: « I'm ready, I'm ready for what's next » (je suis prêt, prêt pour la suite) ou encore : « I'm ready, I'm ready for the push » (Je suis prêt, prêt pour l’offensive). Musicalement, Zoo Station se rapproche plus de Heroes de David Bowie, que de tout ce que U2 a réalisé auparavant. La chanson se caractérise par ses gros rifs de guitare, sa batterie industrielle et par la voix de Bono complètement déformée par Flood, comme si le chanteur de U2 parlait dans un haut-parleur. Adam Clayton confirme : « Quand les gens écoutent l'album pour la première fois, nous voulons que leur première réaction soit de se dire que « ce disque est cassé ou ce ne peut être le nouvel album de U2, il y a eu une erreur ». De février 1992 à décembre 1993, ce morceau ouvre 156 des 157 concerts de la tournée Zoo TV du groupe. Elle n'est rejouée sur scène qu'à partir du Vertigo Tour en 2005 et notamment, lors de la seconde partie de la tournée européenne de l'Innocence + Experience Tour en 2018.

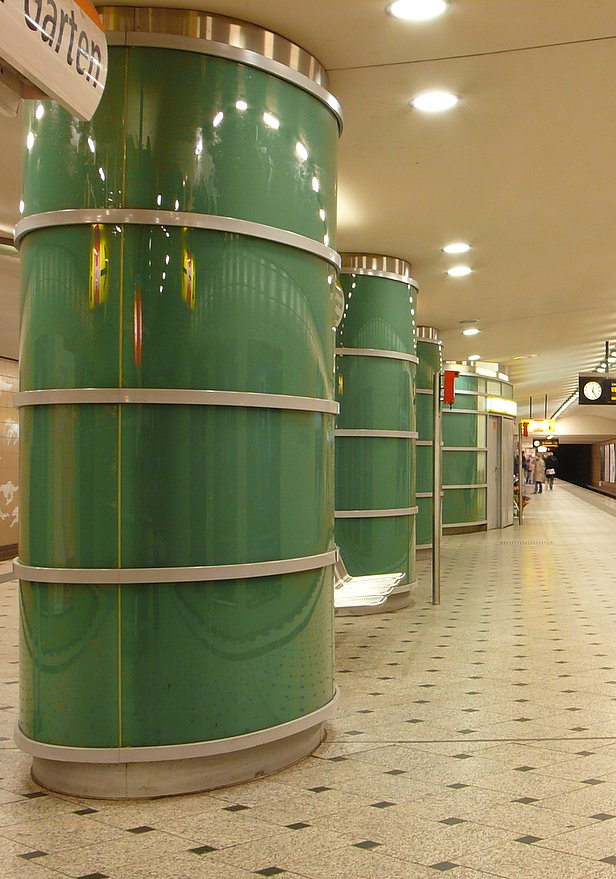
La station de métro berlinoise Zoologischer Garten, a partiellement inspiré les paroles de la chanson Zoo Station.

De style rock alternatif, Even Better Than the Real Thing est une chanson d'amour aux rythmes arabisants[réf. nécessaire]. Bono dira que les paroles étaient « le reflet de l'époque que nous vivions, quand les gens ne cherchaient plus la vérité mais ne pensaient qu'en termes de gratification immédiate ». D'une durée de trois minutes et quarante-deux secondes, c'est la chanson la plus courte de l'album. Initialement appelée Real Thing, elle tire son origine d'une démo de The Edge composée à Los Angeles lors des sessions d'enregistrement de Rattle and Hum en 1988, que le groupe a laissé ensuite en sommeil. Peu amélioré par U2 lors de leur passage à Berlin, le morceau a été terminé à la maison Elsinore près de Dublin en 1991,. Construit autour d'un riff que The Edge qualifie « d'aussi proche des Rolling Stones que nous le voulions ou étions capables de le faire », ce 4e single d’Achtung Baby a été repris par le DJ Paul Oakenfold pour un remix dance un an plus tard, qui se classera au sommet des charts des deux côtés de l'Atlantique. Interprétée principalement lors des tournées Zoo TV (1992-1993) et PopMart (1997-1998), Even Better Than The Real Thing a ouvert d'avril à juillet 2011 les concerts de la 5e et dernière partie du U2 360° Tour en Amérique, pour les 20 ans de la sortie d’Achtung Baby. Elle est à nouveau jouée lors de l'Innocence + Experience Tour en 2015. En 1997, les lecteurs de la revue anglaise Mojo ont classé la chanson 71e meilleur morceau des années 1990.
Sortie le 6 mars 1992, la chanson One est née à Berlin au moment de l'enregistrement de Mysterious Ways. Elle a été quasiment improvisée en moins d'une demi-heure alors que le groupe faisait une pause : deux montées d'accord de The Edge l'une dans l'autre suivant les conseils de Daniel Lanois et mélodie de Bono par-dessus. One a ensuite été peaufinée à Dublin. Brian Eno, Flood, Daniel Lanois et le groupe l'ont mixé et remixé plusieurs fois, Brian Eno supprimant la partie acoustique afin qu'elle soit plus triste. C'est le morceau qui a sauvé le groupe, leur union, leur « communauté » comme le dit Bono. Ce morceau plein de tendresse et de compassion raconte la séparation entre un homme et une femme et plus largement les relations conflictuelles entre deux personnes. Néanmoins, elle a été interprétée de façon diverses, notamment par certains fans comme une conversation tendue entre un père et son fils séropositif. « Des gens m'ont dit qu'ils avaient choisi ce morceau pour leur mariage. Vous êtes dingues ? Il s'agit de rupture. » ironise Bono. Tous les bénéfices du single ont été reversés à la lutte contre le SIDA. Il existe trois versions officielles du clip, dont la plus connue est réalisée par Phil Joanou montrant Bono assis dans un bar à New York en train de chanter, entrecoupé d'images un peu floues et rapides. Depuis sa publication, One est toujours interprétée par U2 dans toutes ses tournées et est devenu le titre du groupe le plus repris de sa discographie. R.E.M., Johnny Cash ou Joe Cocker, entre autres, le reprendront. En 1992, dans une interview à la revue métal RIP magazine, Axl Rose le leader des Guns N' Roses, donne son avis sur la ballade : « je pense que leur chanson One est l'une des plus grandes chansons jamais écrites. » En 2005, une nouvelle version de la chanson a été enregistrée en duo avec la chanteuse de R'n'B Mary J. Blige et s'est hissée en deuxième position en Angleterre. Enfin, en 2003, la revue américaine Rolling Stone a classé One en 36e position dans ses 500 plus grandes chansons de tous les temps, tandis que le magazine Q l'a tout simplement placée en première position dans son édition spéciale intitulée 1001 Best Songs Ever.
Le très rock Until the End of the World, écrit pour le film du réalisateur allemand Wim Wenders, Jusqu'au bout du monde, est avec One et Mysterious Ways, le titre du disque le plus souvent réinterprété dans toutes les tournées du groupe jusqu'à nos jours. À l'origine, ce morceau devait servir uniquement comme musique pour le film de Wim Wenders. Mais The Edge et Bono ont retravaillé la chanson pour l'inclure dans Achtung Baby. Le guitariste de U2 a finalement dit au réalisateur allemand : « C'est pour toi, mais on la veut aussi ». Wim Wenders a accepté sans problème. Puis The Edge lui a répondu : « Au fait, on t'emprunte (aussi) le titre ». Bono a écrit les paroles à Wexford dans la maison de son beau-père. Il s'est en partie inspirée du recueil Book of Judas du poète irlandais Brendan Kennelly. C'est un plaidoyer pour la sensualité de la tentation, « une conversation entre Jésus et Judas » résume Bono. C'est la chanson la plus directe de l'album, qui tire sa force du « fantastique son de guitare créé par Flood ». Steve Morse, critique au Boston Globe pensait à l'époque que c'était la meilleure chanson de l'album, le qualifiant de « rock enragé » et louant le jeu de basse d'Adam Clayton. Même si Until The End of The World n'a pas été sorti en single, U2 l'a tout de même intégré dans le Best of 1990-2000 paru en 2002.
Who's Gonna Ride Your Wild Horses est un morceau Pop rock, dont les thèmes principaux sont la rupture dans un couple et la jalousie sexuelle. Cette chanson est le cinquième et dernier single de l'album sorti en août 1992. Bono a écrit les paroles pour The Edge, qui était en instance de divorce au début de cette décennie. En 1990, une première démo de la chanson est réalisée au STS Studios à Dublin. Puis, U2 retravaille la mélodie à Berlin pendant les sessions d'enregistrement d'Achtung Baby. Enfin, avec l'aide de Steve Lillywhite, le groupe finalise le morceau à Dublin en 1991. Bono raconte : « Steve a fait le mixage et a opté pour une explosion sonique ». Douze mixages ont été nécessaires et, finalement, la version de l'album, de style FM, ressemble plus à la démo originale. Intégrée dans le setlist du groupe lors des 47 premiers concerts du Zoo TV, la chanson disparaît ensuite du restant de la tournée. Durant les 25 années suivantes, elle est peu interprétée par U2 dans ses différents concerts, le groupe n'a « jamais réussi à la jouer en live », selon Adam Clayton. Toutefois, elle retrouve une seconde vie lors de l'Experience + Innocence Tour en Europe à l'automne 2018.

D'une durée de cinq minutes et cinquante secondes, So Cruel est la chanson la plus longue d’Achtung Baby. C'est un titre épique et intime à la fois, joué au piano par The Edge avec en fond musical le violon et l'alto de l'artiste anglaise Nell Catchpole. À l'origine, cette ballade possédait un son très traditionnel avec une guitare, une basse acoustique et un bodhrán. Puis, elle a été transformée en studio par l'ingénieur du son Flood qui y intégra des passages ambients et électro. Les paroles ont été écrites par Bono une nuit à Dalkey. Il a puisé en partie son inspiration dans les problèmes de couple que vivaient The Edge et sa femme Aislinn O'Sullivan qui les ont contraint à la séparation. C'est donc une chanson sur l'infidélité et le sentiment de trahison qui l'accompagne. En 2011, Depeche Mode reprend le morceau pour l'album tribute AHK-toong BAY-bi Covered avec ce commentaire de Martin Gore : « So Cruel est Bono à son meilleur, en termes de mots. » La chanson n'a été interprétée en live qu'à quatre reprises lors du Zoo TV en 1992.

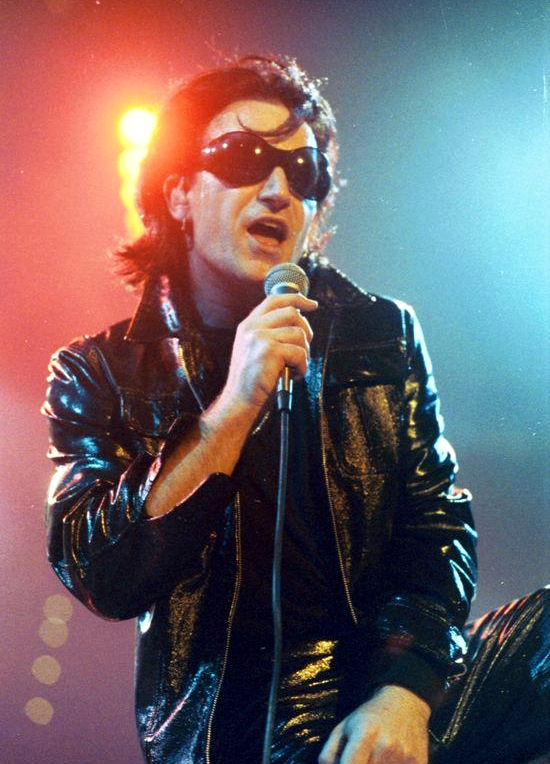
Bono en The Fly lors du Zoo TV à Cleveland en 1992.

Terminé à la dernière minute avant le bouclage d’Achtung Baby et choisi comme premier single, The Fly a déconcerté beaucoup d'anciens fans du groupe. Même s'il présente un certain nombre de similarités de construction et de lyrisme avec Bullet the Blue Sky, les sonorités industrielles distordues brusquent l'habituelle douceur du rock des irlandais. Ce titre possède un rythme hip-hop, des voix déformées (le chant est distordu par un vocoder) et un solo de guitare élaboré proche des musiciens de thrash metal. Bono  a décrit la chanson à David Fricke de Rolling Stone comme une personne appelant de l'Enfer… mais qui s'y trouve bien. Les paroles racontent les déboires d'un pilier de bar fantaisiste qui fait la cour à un tabouret. Ce morceau voit aussi la naissance d'un nouveau personnage de Bono, The Fly (« la mouche ») qui sera  interprété plus tard sur la scène du Zoo TV Tour : « C'était l'idée du fou de Shakespeare que j'avais joué, adolescent » raconte la star de U2. À sa sortie, The Fly est un échec aux États-Unis (61e) mais atteint la place de no 1 au Royaume-Uni. Il met un terme au record de seize semaines en haut des charts anglais pour le 45 tours de Bryan Adams Everything I Do I Do It For You. The Fly est devenue avec le temps une chanson incontournable des concerts de U2, qui l'interprète régulièrement sur scène depuis 1992 sauf lors du PopMart Tour.
Deuxième single du disque, et classé en 9e position à sa sortie aux États-Unis, Mysterious Ways est un groove robotique enjoué et rythmé. Le morceau parle des femmes en général et de leur façon de séduire et parfois de dominer les hommes. Le coproducteur Brian Eno, décrit judicieusement la chanson comme « large du cul et qui tourne la tête ». L'hebdomadaire américain The Austin Chronicle considère que les « conga funk » de la chanson la distingue comme l'un des trois moments dans l'album où U2 n'a jamais aussi bien sonné. Le vidéo-clip, a été réalisé par le franco-américain Stéphane Sednaoui dans l'une des médinas de Fès au Maroc. Pour ce dernier, ce clip est : poétique, abstrait et plein d'émotion, avec un côté surréaliste. Lors des concerts du Zoo TV Tour, la chanson est immortalisée par la danseuse du ventre Morleigh Steinberg, qui épousera The Edge plus tard. Facilement mémorisable avec son refrain répétitif (« It's all right... it's all right... it's all right/ She moves in mysterious ways »), c'est une des chansons les plus populaires de la carrière du groupe, qui l'interprète constamment sur scène depuis 1992. De plus, elle est présente sur deux compilations de U2 : The Best of 1990-2000 et U218 Singles sortis respectivement en 2002 et 2006.
Autre ballade de l'album, Tryin' To Throw Your Arms Around The World est d'après The Edge, une plage de légèreté dans un album très sombre. Écrite par Bono en Australie en une nuit, ce folk parle de l'ambition de celui qui boit mais de façon très drôle. Trying to Throw Your Arms Around the World est effectivement une ballade à propos d’un homme rentrant chez lui ivre mort au petit matin, et essayant de prendre le monde entier dans ses bras. Elle est en partie inspirée de la chanson de Serge Gainsbourg Je t'aime… moi non plus. Le titre a pour origine un graffiti de toilettes au début des seventies par l'universitaire australienne féministe Irina Dunn, paraphrasant un texte philosophique qu'elle lut pour un diplôme de littérature anglaise. Dans l'avant-dernier paragraphe de la chanson, Bono a également inséré l’aphorisme « And a woman needs a man like a fish needs a bicycle » de cette écrivaine. À l'intérieur de la pochette de l'album, au bas des paroles de Tryin' To Throw Your Arms Around The World, le groupe remercie The Flamming Cossus, un bar d'Hollywood fréquenté par la jet set qui n'est jamais fermé. La chanson a été interprétée à 136 reprises lors du Zoo TV Tour, mais n'a pas été jouée depuis.

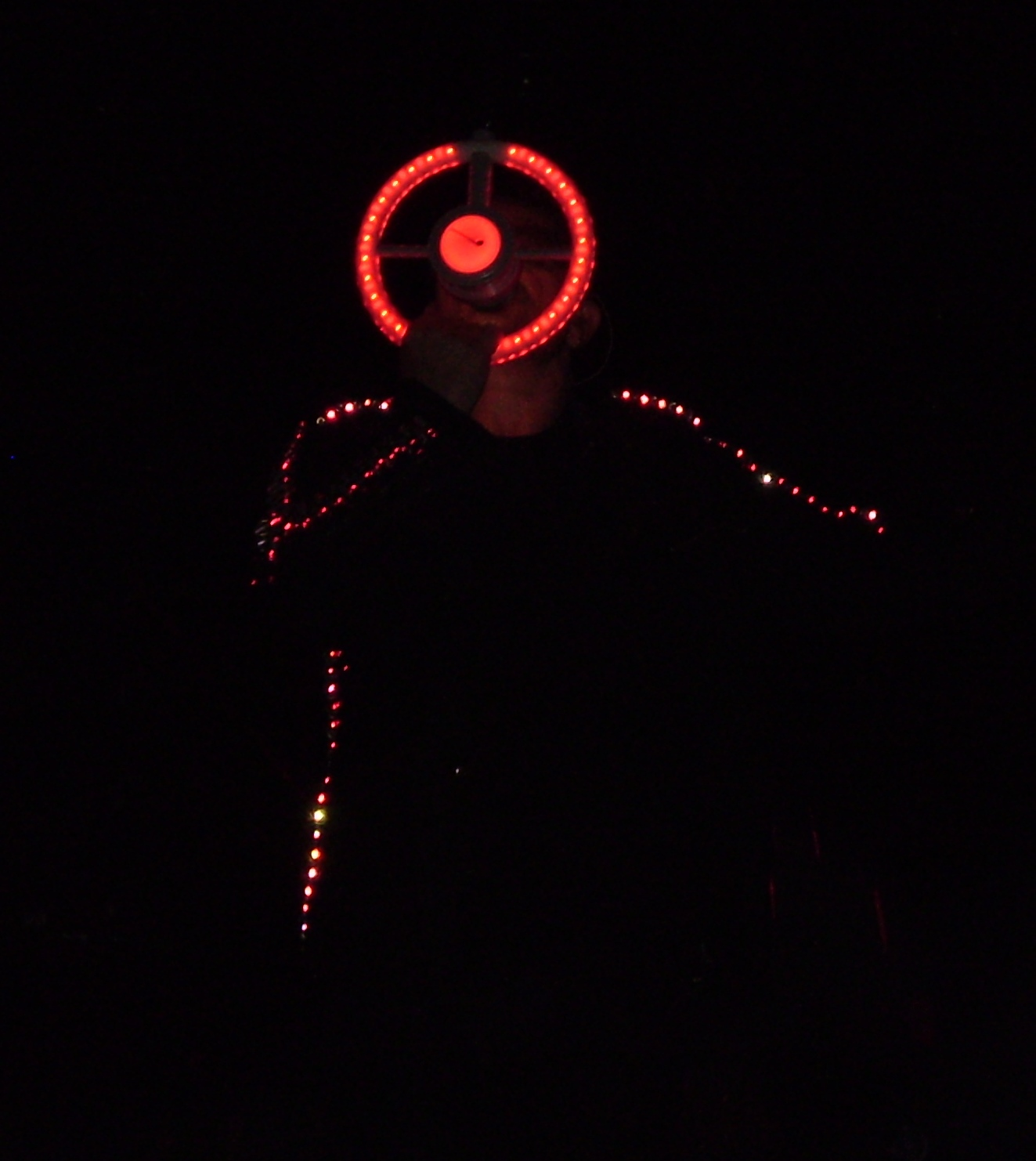
Bono interprète Ultra Violet (Light My Way) lors du U2 360° Tour à Toronto en 2009.

Ultraviolet (Light My Way), est l'un des rares morceaux rock « traditionnel » que l'on entend sur Achtung Baby, où le trio batterie-guitare-basse fonctionne à merveille. L’ambiance envoûtante de ce titre vous prend dès sa mystérieuse introduction. Brian Eno en parle comme d'une « mélancolie façon hélicoptère ». C'est une des chansons les plus tristes du disque. Elle parle du couple, de dépendance affective, de crise existentielle, d'amour qui se termine, des sujets omniprésents dans cette fin d’album. Bono a admis s'être inspiré du poète et nouvelliste américain Raymond Carver pour ce passage de la chanson : « There's a silence that comes to a house when no one can sleep ». Le quotidien américain The Boston Globe, pense que U2 s'est aidé du morceau Out of Time de l'album Aftermath des Rolling Stones, pour les chœurs de la chanson. Même s'il n'a pas été sorti en single, Ultra Violet (Light My Way) est apparu dans d'autres contextes. Le morceau a été utilisé en 2006 dans une des scènes du film d'Adam Sandler Click : Télécommandez votre vie  et a figuré dans Le Scaphandre et le Papillon, un film franco-américain du réalisateur Julian Schnabel sorti en 2007. Ultra Violet (Light My Way) a été interprétée lors du Zoo TV Tour puis bien des années après durant le U2 360° Tour et le Joshua Tree Tour 2017.
Acrobat, inspiré du Working Class Hero de John Lennon d'après The Edge, fusionne les deux styles de musique que U2 écoute en ce début des années 1990 : la chanson d'amour populaire et le métal. Sur ce titre, U2 nous entraîne dans une atmosphère de confusion caractéristique, suffocante, presque hallucinatoire. The Edge joue un trémolo de guitare très saturé. Le rythme de la chanson est dicté par une performance inhabituellement chargée de  Larry Mullen Junior qui écoute à cette époque beaucoup de classic rock comme Cream ou Jimi Hendrix. L'idée centrale des paroles est les ravages du temps, leurs effets sur les gens et les relations. Bono s'est inspiré du travail de l'écrivain Delmore Schwartz, à qui le morceau est dédicacé. Le chanteur de U2 a inséré dans le dernier paragraphe d’Acrobat, le titre de la nouvelle la plus connue du poète : « In dreams begin responsibilities ». Bono cite le titre comme l'une de ses chansons préférées de U2, même s'il n'était pas satisfait de l'enregistrement. Pendant très longtemps, Acrobat est le seul morceau de l'album qui n'a pas été interprété sur scène malgré des répétitions avant le Outside Broadcast Tour. Sa première interprétation en live, a lieu à Tulsa le 2 mai 2018 lors du premier concert de l'Experience + Innocence Tour, puis dans les 60 autres concerts de cette tournée.
En clôture du disque, Love Is Blindness est une chanson ambiente dont le sujet tourne autour de la petite mort, selon les termes de Bono. Ce dernier ajoutera qu'elle : « pouvait être comprise comme un évanouissement pendant l'orgasme, mais marche aussi bien avec une image du terrorisme... je mélangeais le personnel et le politique. » Love Is Blindness a été écrite pendant les sessions d'enregistrement de Rattle and Hum en 1988 et en Australie pendant le Lovetown Tour de 1989. C'est le morceau le plus sombre de la trilogie finale de l'album : Ultraviolet (Light My Way)  /  Acrobat  / Love Is Blindness . L'écrivain Bill Flanagan, auteur de U2 at the End of the World en 1995, atteste que ces trois dernières compositions « traitent de la façon dont les couples se débrouillent avec les souffrances qu'ils se sont mutuellement infligées. » La chanson s'achève par un solo de guitare de The Edge, qui casse même une corde au passage. Bono le décrit comme « une prière plus éloquente que tout ce que j'ai pu écrire ». En 1996, l'artiste de jazz Cassandra Wilson reprend Love Is Blindness dans son album New Moon Daughter puis Jack White en 2012 en face B du single Sixteen Saltines. D'après The Edge : « elle termine l'album superbement et c'est sans doute l'une des meilleures chansons de Bono ». Interprétée 154 fois sur les 156 concerts du Zoo TV Tour, Love Is Blindness n'a été chantée ensuite qu'une seule fois par U2 à Buenos Aires lors du Vertigo Tour le 1er mars 2006, dans une version courte.
En conclusion, Achtung Baby est l'album européen de U2 au même titre que Low de David Bowie, Closer de Joy Division ou Violator de Depeche Mode. Il est celui de leur tournant arty sur les terres hantées par Bowie (Berlin) et avec le duo Lanois-Eno aux manettes. La clarté du son permet d’entendre chaque musicien en pleine tentative de réinvention. The Edge frotte ses aigus à l’exercice de la guitare funk, Bono se lâche dans des aigus transgenres parfois affolants (The Fly) et Larry Mullen Junior démontre qu’il peut être un batteur démoniaque et le chef d’orchestre caché de U2 dont Achtung Baby est (peut-être) le dernier grand disque.

### Pochette de l'album
Pour refléter leur nouvelle orientation musicale, U2 a cherché à faire une pochette qui contraste avec celles de leurs albums précédents en noir et blanc. Plusieurs images étaient en compétition pour la nouvelle couverture, mais c'est Bono qui eut l'idée de toutes les réunir sous forme de grille.

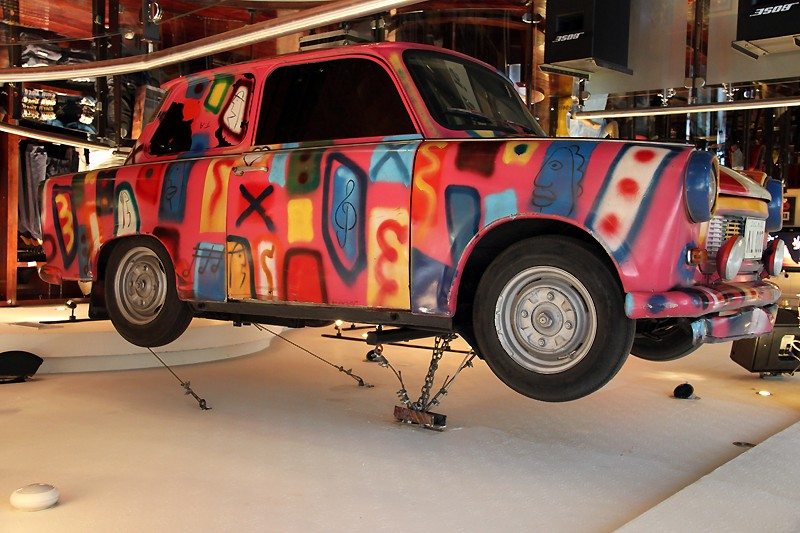
Trabant utilisée lors de la tournée Zoo TV

 La pochette du disque est donc composée d'une mosaïque de 16 images en noir et blanc et en couleurs, représentant principalement l'esprit de la civilisation européenne dans les années 1990, société transformée par la chute du Mur de Berlin. On y voit notamment une voiture d'Allemagne de l'Est (Trabant) peinturlurée façon hippie. Au dos de la pochette (16 photos également), on aperçoit Adam Clayton nu, le sexe parfois caché par un trèfle dans certains pays comme aux États-Unis. Les artworks d'Achtung Baby ont été conçus par Steve Averill, qui a fait la majorité des couvertures des anciens albums de U2. Les photos ont été réalisées par le néerlandais Anton Corbijn à Berlin, à Tenerife, au Maroc et à Dublin.

## Anecdotes
Avant Achtung Baby, le groupe a réfléchi à d'autres noms pour l'album. U2 a envisagé 68 and I'll owe you one, Man en opposition à leur premier album Boy et Adam en référence à leur bassiste.
Le mot baby apparaît 51 fois sur l'ensemble des paroles d’Achtung Baby : Ultra Violet (Light My Way) 44 fois, Zoo Station 4 fois, One 1 fois, Who's Gonna Ride Your Wild Horses 1 fois et Love Is Blindness 1 fois.
Bono a écrit une version originale de Love is Blindness pour Nina Simone. Mais l'enregistrement de cette chanson avec cette dernière n'a jamais vu le jour.
Quatre chansons d'Achtung Baby ont été réenregistrées pour l'album acoustique Songs of Surrender paru en 2023 à savoir : One, Until the End of the World, Who's Gonna Ride Your Wild Horses et The Fly.

## Le disque vu par les membres du groupe
Adam Clayton : « C'était un album super-dur à produire [...]. Si ça n'avait pas été un grand album à tout point de vue, l'existence du groupe aurait été menacée. »
Larry Mullen Junior : « C'était un disque épatant. J'en étais très fier. Son succès n'était pas calculé. C'était une nouveauté par rapport à ce qu'on avait fait jusque-là [...]. On se disait que ce n'était pas grave si ça ne marchait pas, si les gens n'aimaient pas, car c'était un grand album. Et que si c'était notre dernier album, ce serait un bel adieu. »
The Edge : « Le fait d'avoir fait Achtung Baby est la raison pour laquelle nous sommes encore là aujourd'hui. Nous n'avons pas trouvé alors une identité sonore mais une identité spirituelle. C'était précisément ce dont nous avions besoin. »
Bono : « C'est un grand album. Et comme tous les grands albums, il est presque impossible de savoir comment on l'a fait. Il va bien au-delà  de la somme de tous ses éléments. Vos ennemis vous définissent, alors il faut les rendre intéressants, ici, il s'agit de sa propre hypocrisie, celle qui niche dans votre propre cœur. Avant, on rageait contre le monde et son injustice. Maintenant, contre les dégâts qu'on peut occasionner, à sa propre vie si l'on s'abandonne a ses désirs. Il y avait du moisi dans la maison où l'on a commencé à réaliser l'album : c'était un symbole de ce qui se passait. Pas seulement pour The Edge dont le mariage prenait fin, mais dans nos vies à tous. Sur Rattle and Hum, nous chantions le désir. Nous l'avons laissé nous pénétrer. Nous pensions exorciser nos démons. Et nous y sommes peut-être parvenus. ».
Dans une autre interview, Bono ajoutera : « C'est surement le disque le plus lourd que nous ayons fait. Il y a du sang et des tripes dans cet album... Il y a beaucoup d'âme. »

## Accueil critique et commercial
Décrit à sa sortie par le quotidien d'information britannique The Guardian comme « le son d'un monde en ébullition et d'émotions en lambeaux », Achtung Baby a reçu des critiques très positives de la presse mondiale. Les journalistes unanimes reconnaissant l'étonnante capacité de U2 à se réinventer totalement. Comme le remarquera plus tard Rolling Stone dans un article du 1er septembre 1992 : « Un groupe qui ne cesse d'évoluer tout en restant fidèle à lui-même... Peu de groupes sont capables de développer une puissance aussi magnifique. »
Elysa Gardner critique à Rolling Stone, donne à l'album le 9 janvier 1992 la note de 4 étoiles et demi/5 avec ce commentaire : « U2 avait prouvé que le penchant pour la musique épique et les paroles fortes conduisent de nombreux artistes à l'auto-parodie et peut, dans des mains inspirés, alimenter le feu inoubliable qui définit le grand rock & roll ». Elle a poursuivi son analyse en disant que, « comme son prédécesseur Rattle and Hum, (Achtung Baby) était une tentative du groupe d'élargir sa palette musicale, mais cette fois, ses ambitions sont réalisées ». De son côté, la revue britannique Q considère Achtung Baby comme « leur album le plus accompli à ce jour. Et le meilleur ». Il lui a décerné la note de 5/5. Dans une autre chronique, Q ajoutera : « Cet album est le Blood on the Tracks, le Tunnel of Love de U2. Pour leur bien, espérons qu'ils n'auront pas besoin de sortir de nouveau ce type d'album de leur système ». Dans une critique positive dans le Melody Maker, Chris Roberts dit que « c'est un disque solide et écarlate selon la plupart des points de vue. Pour eux, il est quasi génial. Contre toute attente, U2 a suscité frissons et délice, angoisse et désir. N'est-ce pas ce qu'il a toujours souhaité faire ? » Pour Andrew Collins du NME, « U2 vient de signer un disque entraînant, surprenant et boudeur, truffé d'effets originaux et de bruits gutturaux ». Pour sa part, Time Magazine le désigne comme un album à « croquer et rempli de lignes de guitare mystérieuses, d'accords venus de l'espace » et ou se mêlent des « chansons d'amour, de tentations, oubliant la politique et mettant en avant les confessions personnelles ». Par ailleurs, le Los Angeles Times affirme que sur Achtung Baby « les textures de guitare sont parmi les plus confiantes et vigoureuses que le groupe n'aient jamais réalisé ». David Browne de Entertainment Weekly décerne un « A » au disque et le décrit comme une « fabrication de qualité professionnelle et un retour surprenant et sans prétention de l'un des plus impressionnants groupes au monde ». Steve Morse, du Boston Globe déclare que l'album « non seulement insuffle au groupe un nouveau son, mais supprime toute autosatisfaction. L'accent est mis sur les relations personnelles, et non plus sur la sauvegarde du monde ». Il poursuit en indiquant que les « tintements, distorsions et les différents effets sonores glissent au travers de l'album, comme sur du métal, le jeu de guitare de The Edge, n'a jamais brillé avec autant de justesse ». Jon Pareles du New York Times fait l'éloge de l'album, non seulement pour ses caractéristiques « bruyantes, ses arrangements vertigineux sur la plupart des couches de guitare » mais aussi pour « la capacité du groupe à maintenir ses compétences pop ». Enfin, Stephen Thomas Erlewine de AllMusic juge la transformation musicale du groupe comme « complète, efficace et sans cesse inventive » et lui donne la note de 5 étoiles. En France, dans le no 292 de Rock & Folk sorti en décembre 1991, Achtung Baby est désigné « album du mois ».
Achtung Baby s'est hissé en tête des charts américains et dans plusieurs autres pays ainsi qu'en seconde position au Royaume-Uni. Il a été vendu depuis sa sortie à plus de 18 millions de copies à travers le monde. C'est la deuxième plus grande réussite commerciale de U2 après The Joshua Tree et ses 25 millions d'albums écoulés, mais devant All That You Can't Leave Behind et ses 12 millions de vente.

## Grammy Awards
Grâce à Achtung Baby, U2 a reçu le 24 février 1993 à la 35e cérémonie des Grammy Awards qui s'est déroulée au Shrine Auditorium à Los Angeles, le trophée de la « meilleure performance rock par un duo ou un groupe ». Le prix du « Producteur de l'année » a été décerné à Daniel Lanois et Brian Eno pour leur travail sur le disque. Achtung Baby a aussi été nommé pour l'« album de l'année ». Mais le prix est revenu au duo Eric Clapton et Russ Titelman pour leur disque live Unplugged.

## Zoo TV Tour

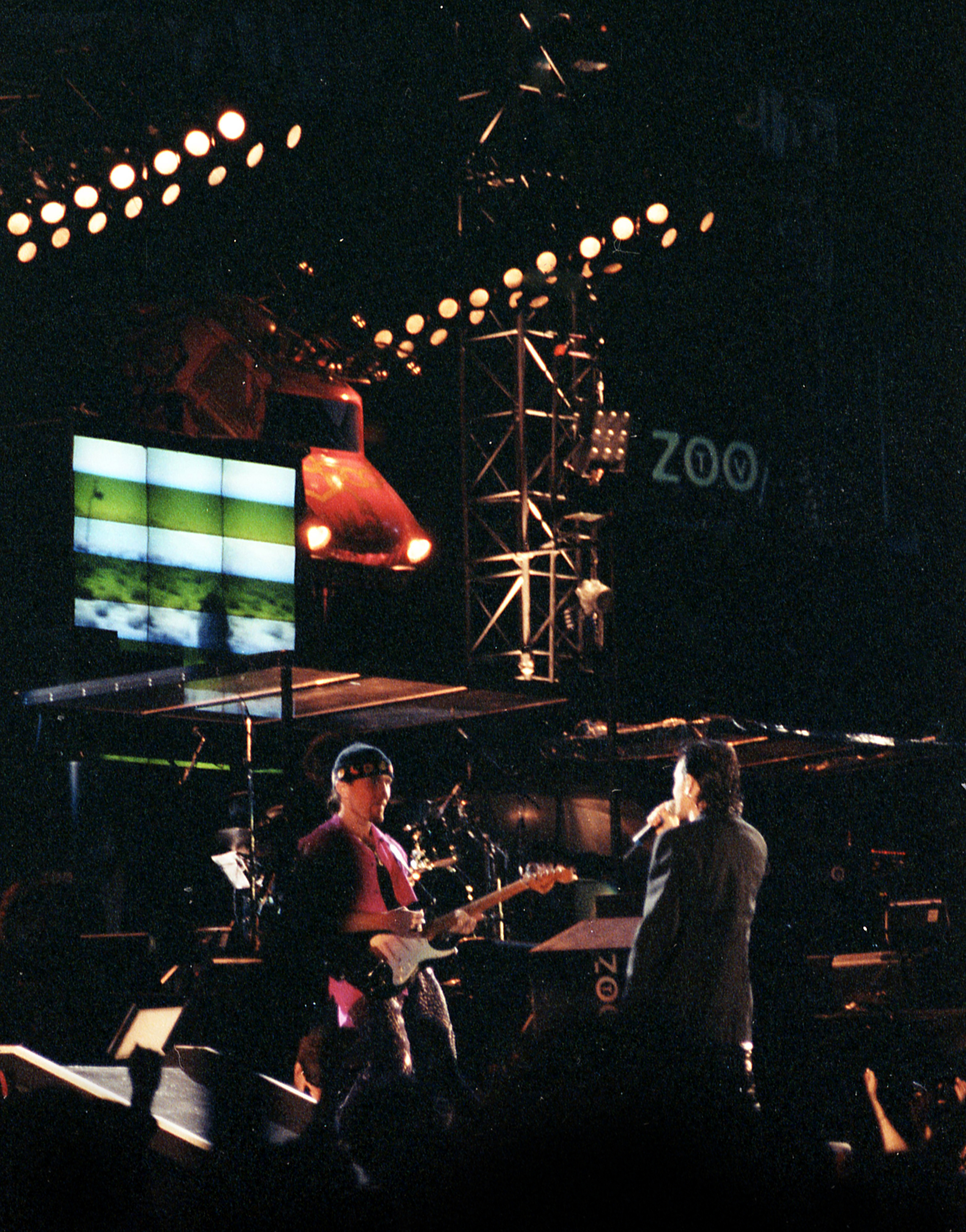
The Edge à la guitare et Bono au chant lors du Zoo TV Tour à Foxborough, le 20 août 1992.

C'est la tournée promotionnelle d’Achtung Baby mais aussi, à partir de l'été 1993, de l'album Zooropa. Cet immense spectacle multimédia débute le 29 février 1992 à Lakeland en Floride et se termine le 10 décembre 1993 à Tokyo. Il traverse quatre continents : l'Amérique du Nord, l'Europe, l'Asie (le Japon uniquement) et l'Océanie pour 156 concerts. En presque deux ans, la tournée change de noms à six reprises : le Zoo TV Tour, le Outside Broadcast Tour, le Zooropa Tour, le Zoomerang, le New Zooland, et enfin le Zoo TV Japan. U2 passe notamment dans plusieurs villes françaises : au Palais Omnisports de Paris Bercy et au Halle Tony Garnier à Lyon en mai 1992, au Stade de la Beaujoire à Nantes en mai 1993, au Stade de la Meinau à Strasbourg et à l'Hippodrome de Vincennes en juin 1993 et au Stade Vélodrome à Marseille le 14 juillet 1993. Toutes les chansons d’Achtung Baby sont interprétées durant cette tournée sauf Acrobat.

## La postérité du disque
De nos jours, Achtung Baby est généralement cité comme le meilleur disque de U2 avec The Joshua Tree comme le prouve sa présence dans de nombreux livres ou revues spécialisés.
Dans son ouvrage U2 feu irlandais paru en 1994, Roger de Clek commence son analyse de l'album en disant qu'« Achtung Baby est un travail magistral qui témoigne de leur valeur, de leur seconde jeunesse, encore plus puissante que la première ».
De leur côté, les auteurs du Guide du CD 1996 concluent leur analyse du disque par cette phrase : « intensité rythmique, mélodisme exacerbé à la limite de l'hypnose : le son U2 dans toute sa splendide modernité ».
Dans Les 1001 albums qu'il faut avoir écoutés dans sa vie de Robert Dimery, Bruno MacDonald estime que : « Achtung Baby est la plus belle métamorphose accomplie par un groupe de cette stature ».
En novembre 2003, la revue américaine Rolling Stone, dans  ses 500 plus grands albums de tous les temps classe Achtung Baby à la 62e place et termine son analyse du disque avec cette phrase : « U2 n'a jamais semblé si humain qu'au cœur de cette tourmente d'émotions ».
Dans La discothèque parfaite de l'odyssée du rock sous la direction  de Gilles Verlant et de Thomas Caussé, ces derniers considèrent qu’Achtung Baby est le deuxième chef-d'œuvre du groupe avec The Joshua Tree.
Stan Cuesta dans une chronique pour la Fnac à l'automne 2000 dit ceci : « Tournant radicalement le dos au son qui avait fait sa fortune (tout en conservant la même équipe de production, mais Eno et Lanois sont aussi des artistes, et pas des moindres), U2 publie un album terriblement impressionnant, européen (l'influence du Bowie de la fin des seventies est indéniable, transmise via Eno) et en prise sur son époque, alors en pleine folie psychédélique mancunienne. Résultat : les fans suivent et les autres, ceux qui détestaient U2, tirent leur chapeau. Bien joué, les gars ».
Dans son numéro spécial des 50 albums essentiels de l'histoire du rock publié le 3 mars 2004, Télérama place Achtung Baby à la 50e place avec ce commentaire : « Enregistré à Berlin peu après le chute du Mur, le chef-d'œuvre des Irlandais marie tradition et modernité, à travers des arrangements sophistiqués et des mélodies d'exception ». En décembre 2021, pour le trentième anniversaire du disque, ce même magazine ajoute : « Il existe peu de réinvention aussi radicale que celle-ci orchestrée à Berlin. Son hystérique hérissé de pointes acides, plongées sulfureuses dans l’esprit festif d’une époque sous ecstasy, idées noires ruminés par Bono qui accomplit son trajet le plus personnel. Revenu de ses rêves américains, U2 bascule ailleurs. Et ne fera jamais mieux ».
En 2010, la revue américaine Spin élit Achtung Baby meilleur album de ces 25 dernières années. Sign o' the Times  de Prince et The Queen Is Dead  des Smiths arrivent respectivement en seconde et troisième position. Nevermind  de Nirvana et OK Computer de Radiohead complètent le top 5.
Dans l'ouvrage Les 100 Vinyls Incontournables de Philippe Manœuvre & Jérôme Soligny publié en 2015, le disque est classé 82e.
En novembre 2021, lors d'un entretien avec le bassiste du groupe Adam Clayton, Olivier Nuc pour Le Figaro parle du « chef-d'œuvre Achtung Baby ».
Enfin, en 2022, dans le hors-série de Rock & Folk intitulé Une histoire du rock'n'roll (1954-2022) en plus de 650 disques, Michka Assayas écrit que c'est « sans doute le seul album de U2 qu'on puisse écouter de bout en bout en y découvrant, à chaque fois, quelque chose de neuf. »

## Principaux classements et certifications

### Classements par pays en 1991/1992
L'album est classé no 1 des ventes dans les pays suivants : États-Unis, Australie, Nouvelle-Zélande et Canada. Il est classé no 2 en Italie et au Royaume-Uni, no 3 en Finlande et no 4 en Allemagne. À noter qu'en 1997, l'album s'est classé 37e en France.
| Classements (1991/92) | Position maximale |
| --------------------- | ----------------- |
| Allemagne             | 4                 |
| Australie             | 1                 |
| Autriche              | 2                 |
| Canada                | 1                 |
| Espagne               | 6                 |
| Etats-Unis            | 1                 |
| Europe                | 1                 |
| Finlande              | 3                 |
| France                | 1                 |
| Irlande               | 1                 |
| Italie                | 2                 |
| Norvège               | 4                 |
| Nouvelle-Zélande      | 1                 |
| Pays-Bas              | 2                 |
| Royaume-Uni           | 2                 |
| Suède                 | 3                 |
| Suisse                | 3                 |

### Certifications depuis 1991
- États-Unis :  8 × Platine (soit 8 millions d'albums vendus[169])
- Royaume-Uni :  4 × Platine (soit 1,2 million d'albums vendus[170])
- France :  2 × Platine (soit 885 900 albums vendus[171])
- Canada :  Diamant (soit 1 million d'albums vendus[172])

## Singles de l'album et leurs classements dans les charts
- The Fly (12 octobre 1991) :  Royaume-Uni no 1[173],  Irlande no 1[174],  Italie no 1[175],  France no 6[176],  Canada no 6[177],  États-Unis no 61[178]
- Mysterious Ways (25 novembre 1991) :  Canada no 1[179],  Irlande no 1[174],  États-Unis no 9[178],  Royaume-Uni no 13[173],  France no 19[180]
- One (février 1992) :  Canada no 1[181],  Irlande no 1[174],  Royaume-Uni no 7[173],  États-Unis no 10[178],  France no 13[182]
- Even Better Than the Real Thing (7 juin 1992) :  Canada no 3[183],  Irlande no 3[184],  Royaume-Uni no 8[173],  États-Unis no 32[178],  France no 34
- Who's Gonna Ride Your Wild Horses (août 1992) :   Irlande no 4[185],  Canada no 5[186],  Australie no 9[156],  Royaume-Uni no 14[173],  États-Unis no 35[178]
- Until the End of the World (seulement en 1991 dans les charts au  Canada): no 69 (RPM Top 100)[187]

## Sondage
En 2003, un sondage a été réalisé par le New Musical Express auprès de ses lecteurs, auxquels on demandait quel était leur disque préféré de U2. Achtung Baby a été classé 1er avec 44,9 % des voix devant The Joshua Tree (26,2 %) et All That You Can't Leave Behind (6,8 %).

## Liste des titres
Toutes les paroles sont écrites par Bono, toute la musique est composée par U2.
| 1.    | Zoo Station                                | Daniel Lanois                              | 4:36 |
| 2.    | Even Better Than the Real Thing            | Steve Lillywhite, avec Brian Eno et Lanois | 3:41 |
| 3.    | One                                        | Lanois et Eno                              | 4:36 |
| 4.    | Until the End of the World                 | Lanois with Eno                            | 4:39 |
| 5.    | Who's Gonna Ride Your Wild Horses          | Lillywhite, Lanois, and Eno                | 5:16 |
| 6.    | So Cruel                                   | Lanois                                     | 5:49 |
| 7.    | The Fly                                    | Lanois                                     | 4:29 |
| 8.    | Mysterious Ways                            | Lanois, Eno                                | 4:04 |
| 9.    | Tryin' to Throw Your Arms Around the World | Lanois, Eno                                | 3:53 |
| 10.   | Ultraviolet (Light My Way)                 | Lanois, Eno                                | 5:31 |
| 11.   | Acrobat                                    | Lanois                                     | 4:30 |
| 12.   | Love Is Blindness                          | Lanois                                     | 4:23 |
| 55:27 |                                            |                                            |      |

## Personnel

### U2
- Bono – chant, guitare rythmique
- The Edge – guitare, claviers, chant
- Adam Clayton – basse
- Larry Mullen Junior - batterie, percussions

### Musiciens additionnels
- Brian Eno - claviers supplémentaires (pistes 3, 9, 12)
- Daniel Lanois - guitare supplémentaire (pistes 1, 3, 9), percussion supplémentaire (pistes 4, 8)
- Nell Catchpole (la duchesse) - violon, alto sur le titre So Cruel

### Producteurs de l'album
- Daniel Lanois - producteur principal d'Achtung Baby
- Brian Eno - producteur principal d'Achtung Baby
- Steve Lillywhite (pistes 2, 5)
- Paul McGuinness : manager

### Mixage
- Flood - ingénieur du son principal (tous les titres, sauf pistes 2, 5, 9)
- Steve Lillywhite (principalement sur les pistes 2, 5, 9 et participation au mixage sur The Fly)
- Daniel Lanois (pistes 4, 8, 12)
- Brian Eno (piste 6)
- Robbie Adams (piste 9)
- The Edge (piste 8)
- Shannon Strong - assistante mixage
- Sean Leonard - assistant mixage

### Enregistrement sonore et réalisation
- Flood (tous les titres sauf les pistes 2 et 5)
- Robbie Adams (piste 2 et assistant pour tous les autres titres)
- Paul Barrett (piste 2)
- Joe O'Herlihy
- Shannon Strong - assistante réalisatrice

### Équipe studio
- Joe O'Herlihy - contrôle
- Des Broadbery - synthétiseurs, technicien guitare
- Fraser McAlister - basse, technicien guitare
- Sam O'Sullivan - technicien batterie
- Anne-Louise Kelly - Manager production album[188]

### Photographie et design
- Anton Corbijn - photographe
- Steve Averill et Shaughn McGrath - designers

### Autres
- Stewart Whitmore - Édition digitale
- Arnie Acosta - Mastering

## Réédition de 2011
Le lundi 31 octobre 2011 est sorti dans les bacs, en 5 versions physiques différentes, le coffret anniversaire 20 Years of Achtung Baby. Les versions les plus complètes Uber et Super Deluxe comprennent 6 CD (où sont incluses, dans le second disque, des faces B inédites comme Salomé, Blow Your House Down ou Fortunate Son notamment), 4 DVD et un livre (+ des Vinyls, des lunettes de Bono et des goodies pour la Uber Deluxe). Un des quatre DVD propose des images du concert de U2 à Sydney en Australie, enregistrées en novembre 1993 au Sydney Football Stadium lors de la tournée Zoo TV. Achtung Baby (Super Deluxe) a obtenu la note de 93/100 décernée par Metacritic sur la base de 17 critiques mondiales,.

### Contenu du disque 5 de l'éditionSuper Deluxe
Le cinquième CD de l'édition Super Deluxe débute avec Lady with the spinning head et sa courte intro psychédélique, pour ensuite revenir vers un rock plus commun que Blow your House Down fait perdurer. Salomé avec son passage où Bono trafique sa voix, semble être une piste expérimentale qui ne fut pas ajoutée au premier album. Viens après, la version single de Even better than the real thing puis Satellite of love, une reprise de Lou Reed, qui est sûrement un hommage aux ballades rock des grands groupe des années 1970-80. Le temple bar remix de Who’s gonna ride your wild horses est une approche acoustique du titre. Par contre, la reprise de Paint it black des Rolling Stones n’offre que peu d’intérêt. La suite, est un nouveau remix de Even better than the real thing qui fait sonner le titre plus électro, tout comme les deux pistes suivantes Mysterious Days et Night and Day, une reprise de Cole Porter. Pour ce qui est de The lounge fly mix, c’est tout simplement The Fly mais en version lounge. Fortunate son est un titre rock avec une fin à l’harmonica, un clin d'œil à The Joshua Tree peut-être. La piste Alex descends into the hell for a bottle milk/korova 1 est une chanson instrumentale qui aurait pu apparaître sur Achtung baby : le synthétiseur, la guitare ainsi que la voix d’un enfant en fond transporte l’auditeur vers de nouvelles contrées. Enfin, ce cinquième CD se termine avec le titre Where did it all go wrong, une piste rock mais sans originalité.

## Réédition de 2021
Pour les 30 ans d'Achtung Baby, U2 sort le 19 novembre 2021 une réédition vinyle et le 3 décembre de la même année un coffret numérique de 50 pistes qui comprend 22 chansons inédites.

## From The Sky Down
C'est un documentaire sur le making-of du disque, sorti à l'automne 2011. Il est réalisé par David Guggenheim (Oscar du meilleur film documentaire en 2007 pour Une vérité qui dérange) et produit par le manager de U2 Paul McGuinness. Le film mêle images d'archives (scène coupées du film  Rattle and Hum , extraits des séances d'enregistrement d'Achtung Baby avec notamment la naissance de la chanson One...), et images tournées en 2011 avec le retour du groupe aux Hansa Studios à Berlin ou encore une interview réalisée à Winnipeg lors des répétitions de U2 pour le concert de Glastonbury. Dans ce documentaire, Davis Guggenheim s'est attaché à montrer les difficultés rencontrées à l'époque par U2, un groupe « au bord de l'implosion » : processus créatif douloureux, relations conflictuelles entre les membres du groupe pour finalement aboutir à la sortie d'un grand album sans lequel, d'après Bono, le groupe ne serait plus là aujourd'hui.
Le 8 septembre 2011, accompagné par The Edge, Bono a fait quelques confidences aux journalistes après la projection du documentaire From The Sky Down au festival International du film de Toronto. Ils ont donné également une conférence de presse de 45 minutes le lendemain de la projection. Bono a souligné à quel point il avait été difficile pour lui de regarder ce documentaire car : « Nous ne sommes pas doués pour regarder en arrière ». Il a assuré par exemple que The Edge l'avait physiquement forcé à écouter leurs « best of collection » avant leur sortie. « Je ne suis simplement pas intéressé par ce que nous avons fait. Je suis toujours beaucoup plus intéressé par ce que nous allons faire. Mais pour Achtung Baby, nous avons fait une exception ». Enfin, à la question : « Sur une échelle de 1 à 10, à combien évaluez-vous le risque pour le groupe d'exploser à l'époque d'Achtung Baby ? », Bono a répondu « Very ». Et comme son interlocuteur insistait : « Combien ? », Bono a répondu en souriant : « Very est un terme irlandais qui veut dire 9 ».

## Album tributeAchtung Baby
Depeche Mode, Nine Inch Nails, Patti Smith, Garbage, Jack White et bien d’autres ont revisité Achtung Baby pour un album hommage intitulé AHK-toong BAY-bi Covered. La compilation est sortie dans l’édition du 25 octobre 2011 de Q Magazine. Elle s'est classée 46e au Canada et 53e aux États-Unis.

## Salome: The Achtung Baby Outtakes
Une partie des bandes du travail du groupe sur Achtung Baby a été volée à Berlin en début d'année 1991 et largement distribuée en 3 vinyles dans une pochette noire en avril-mai de la même année sous le nom de : New U2 : Rehearsals and full versions. Puis ces bandes ont été vendues en février 1992 en format CD sous le nom de : Salome : The Achtung Baby Outtakes.

## Concerts à la Sphere
De septembre 2023 à mars 2024, U2 a organisé une résidence de 40 concerts intitulée U2:UV Achtung Baby Live at Sphere pour inaugurer la Sphere dans la vallée de Las Vegas. Les spectacles étaient axés sur les 12 morceaux d'Achtung Baby et mettaient à profit les capacités vidéo et  sonores immersives de la salle. Larry Mullen Junior n'a pas participé aux concerts, une première pour lui depuis 1978, afin de se remettre d'une opération chirurgicale. C'est le batteur hollandais Bram van den Berg du groupe pop Krezip qui l'a remplacé.